# Bertrand Michael Buchmann

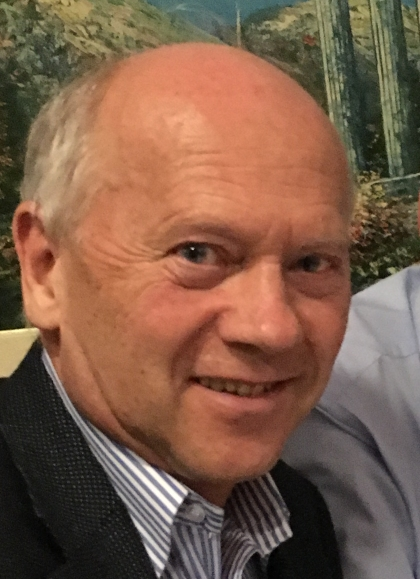
Bertrand Michael Buchmann (Wien 2015)

Bertrand Michael Buchmann (* 29. November 1949 in Wien) ist ein österreichischer Historiker.

## Leben
Buchmann wurde 1949 als Sohn des akademischen Malers und Gymnasialprofessors Lois Buchmann in Wien geboren. Der Mechaniker und Reichsratsabgeordnete Wilhelm Philipp Hauck war sein Großvater. Von 1960 bis 1968 besuchte er das Akademische Gymnasium im 1. Wiener Gemeindebezirk (Innere Stadt). Nach der Matura leistete er 1968/69 Präsenzdienst beim österreichischen Bundesheer; bis 1990 war er Milizoffizier, zuletzt Hauptmann.
Von 1969 bis 1975 studierte er Geschichte und Geographie an der Universität Wien (Sponsion 1976) und legte die Lehramtsprüfung ab. 1975 wurde er bei Erich Zöllner mit der Dissertation Der Wiener Linienwall. Geschichte und Bedeutung zum Dr. phil. promoviert. Danach war er AHS-Professor am Bundesgymnasium im 16. Wiener Gemeindebezirk (Ottakring). 1987 habilitierte er sich für das Fach Neuere Geschichte Österreichs mit der Arbeit Österreich und Europa von 1815 bis 1830. Gesehen aus dem Blickwinkel der k. k. Armee.
1987 wurde er Universitätsdozent für Neuere Geschichte Österreichs. Außerdem ist er Vortragender am Department für Europäische Integration und Wirtschaftsrecht der Universität für Weiterbildung Krems. Zu seinen akademischen Schülern gehören u. a. Daniela Angetter-Pfeiffer, Walter Blasi, Helmut Neuhold und Tamara Scheer.
Er ist seit 1995 Herausgeber der Reihe Beiträge zur Neueren Geschichte Österreichs im Peter Lang Verlag.

## Auszeichnungen
- 1994: Hauptpreis der Österreichischen Akademie der Wissenschaften

## Schriften (Auswahl)
- Der Prater: Die Geschichte der Unteren Werd (= Wiener Geschichtsbücher. Bd. 23). Zsolnay, Wien u. a. 1979, ISBN 3-552-03112-X.
- Türkenlieder. Zu den Türkenkriegen und besonders zur zweiten Wiener Türkenbelagerung. Böhlau, Wien u. a. 1983, ISBN 3-205-07218-9.
- mit Harald Sterk, Rupert Schickl: Der Donaukanal: Geschichte, Planung, Ausführung (= Beiträge zur Stadtforschung, Stadtentwicklung und Stadtgestaltung. Bd. 14). Magistrat der Stadt Wien, Wien 1984.
- Militär – Diplomatie – Politik: Österreich und Europa von 1815 bis 1835 (= Europäische Hochschulschriften. Reihe 3: Geschichte und ihre Hilfswissenschaften. Bd. 498). Lang, Frankfurt am Main u. a. 1991, ISBN 3-631-44155-X.
- Daz jemant singet oder sait…. Das volkstümliche Lied als Quelle zur Mentalitätengeschichte des Mittelalters. Lang, Frankfurt am Main u. a. 1995, ISBN 3-631-48290-6.
- Österreich und das Osmanische Reich: Eine bilaterale Geschichte. WUV, Wien 1999, ISBN 3-85114-479-1.
- Hof – Regierung – Stadtverwaltung: Wien als Sitz der österreichischen Zentralverwaltung von den Anfängen bis zum Untergang der Monarchie. Verlag für Geschichte und Politik, Wien 2002, ISBN 3-7028-0377-7.
- Einführung in die Geschichte. Facultas, Wien 2002, ISBN 3-85114-728-6.
- Kaisertum und Doppelmonarchie (= Geschichte Österreichs. Bd. 5). Pichler, Wien 2003, ISBN 3-85431-313-6.
- Österreicher in der Deutschen Wehrmacht: Soldatenalltag im Zweiten Weltkrieg. Böhlau, Wien u. a. 2009, ISBN 978-3-205-78444-9.
- Weltpolitik seit 1945 (= Böhlau Studienbücher). Böhlau, Wien u. a. 2014, ISBN 978-3-205-79530-8.
- Insel der Unseligen. Das autoritäre Österreich 1933-1938. Molden, Wien/Graz 2019, ISBN 978-3-222-15031-9.